# Nguyễn Huệ
Nguyễn Văn Huệ (pronunciado /ŋwiʔən˧˥ hweʔ˧/) (1753-1792) fue un general y emperador de Vietnam perteneciente a la dinastía Tay Son. Nació en Binh Dinh y murió en Phu Xuan. Unió Annam después de más de 300 años de división entre las familias de Nguyen y de Trinh.

## Biografía
Nguyen Hue y sus dos hermanos, Nhac y Lu ha en Viet Nam se ha conocido como los tres hermanos Tay Son, y condujo a la famosa Tay Son Rebelión, que comenzó en 1770. En esta revuelta conquistó el Viet Nam y sumió a la decisión oficial del imperio Le dinastía y dos rivales que tenía el poder real en el país, Nguyen en el sur y Trinh en el norte.
Después de haber llevado la guerra de forma continua durante varios años y se constituyó como el gobernante Unidos Viet Nams, Nguyen Hue murió cuarenta años de edad, posiblemente de movimiento. Antes de morir había planeado continuar su marcha hacia el sur para destruir el ejército de Nguyen Anh, el heredero de sobrevivir a la nobleza de los Nguyen. La muerte de Nguyen Hue llevó a la dinastía de Son Tay se quedaron sin electricidad, y sus descendientes Canh Thinh, su segundo hijo, no era capaz de seguir los planes de Nguyen Hue tenido para el país, y en 1802 de la dinastía Nguyen fundada por Nguyen Anh como su primer emperador. Sin embargo, Nguyen Hue conquista para marcar el comienzo de un período de cien años donde el Viet Nam era a la vez unido e independiente hasta que Francia conquista en 1885.
| Predecesor: Thái Đức | Emperador de Vietnam 1788-792 | Sucesor: Cảnh Thịnh |

- Datos: Q379775
- Multimedia: Emperor Quang Trung / Q379775